# Solanderia ericopsis
Solanderia ericopsis är en nässeldjursart som beskrevs av Carter 1873. Solanderia ericopsis ingår i släktet Solanderia och familjen Solanderiidae. Inga underarter finns listade i Catalogue of Life.